# Commission scolaire Lester-B.-Pearson
Pour les articles homonymes, voir Pearson.
La Commission scolaire Lester-B.-Pearson (LBPSB) est une commission scolaire québécoise, de régime linguistique anglais, desservant l'ouest de l'île de Montréal et une partie du Suroît, en Montérégie. La réforme scolaire de 1998 amène la création de cette nouvelle commission scolaire linguistique anglophone. Le siège social de la commission scolaire est situé à Dorval.

## Établissements

### Ouest-de-l'Île(Montréal)
Voici la liste des écoles de la commission scolaire situées sur l'île de Montréal :

#### Baie-D'Urfé
- Dorset Elementary

#### Beaconsfield
- Beacon Hill Elementary
- Beaconsfield High School
- Christmas Park Elementary

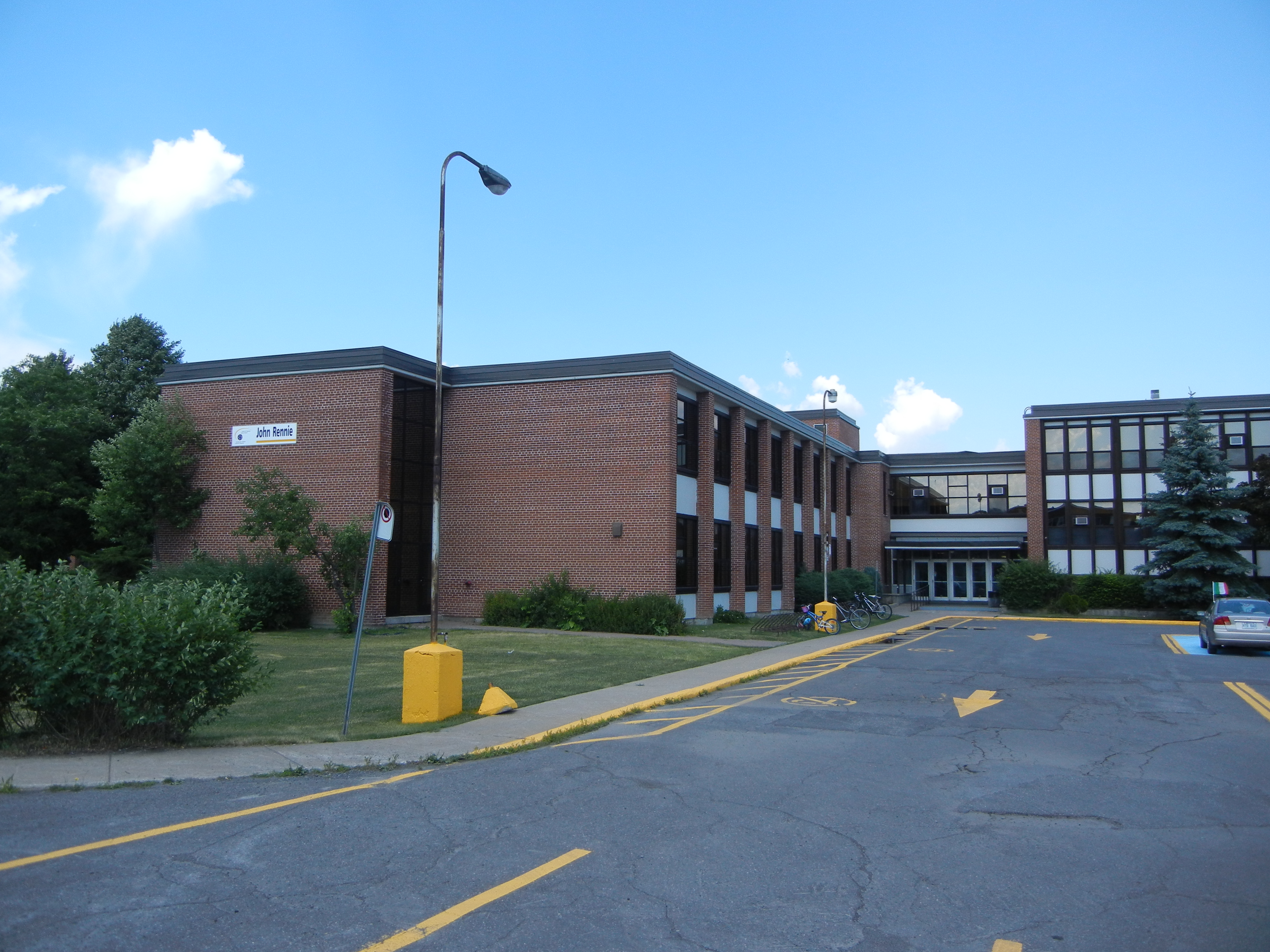
John Rennie High School, une école secondaire de Pointe-Claire.

- Gordon Robertson - Vocational Centre
- Place Cartier - Adult Education Centre
- Portage School
- Sherwood Forest Elementary

#### Pointe-Claire
- Clearpoint Elementary
- John Rennie High School
- Jubilee Elementary
- Lindsay Place High School
- St. John Fisher Junior Elementary
- St. John Fisher Senior Elementary
- St. Thomas High School
- St. Edmund Elementary
- St. Paul Elementary

#### Dollard-Des Ormeaux
- Springdale Elementary
- Sunshine Academy (Elem.)
- Westpark Elementary
- Wilder Penfield Elementary

#### Dorval

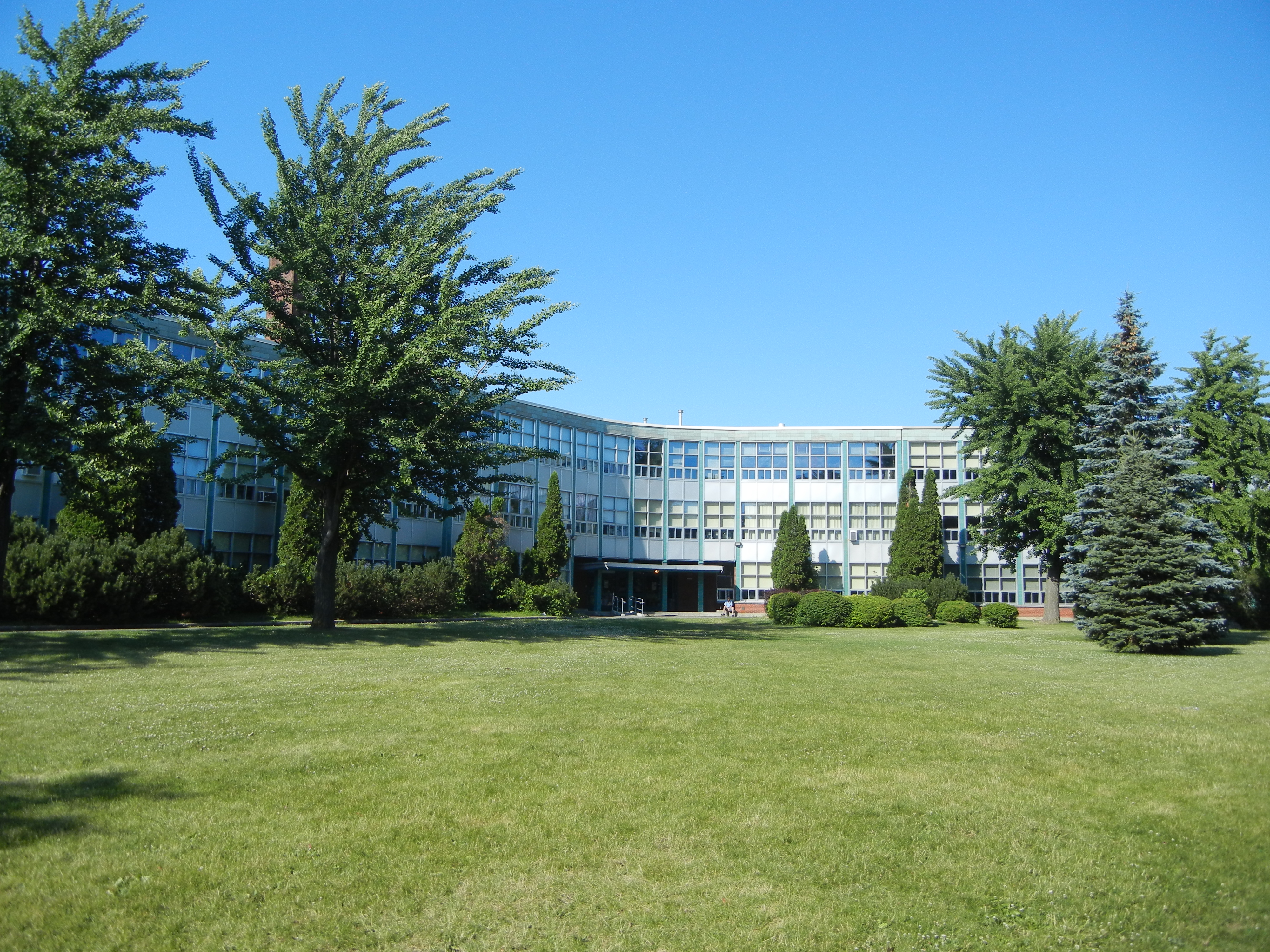
Lakeside Academy, une école secondaire de Lachine.

- Dawson Alternative
- Dorval Elementary

#### Sainte-Anne-de-Bellevue
- Macdonald High School

#### Kirkland
- Margaret Manson Elementary

#### Lachine
- Bishop Whelan Elementary
- Lakeside Academy (High School)
- Meadowbrook Elementary
- Riverview Elementary

#### Verdun

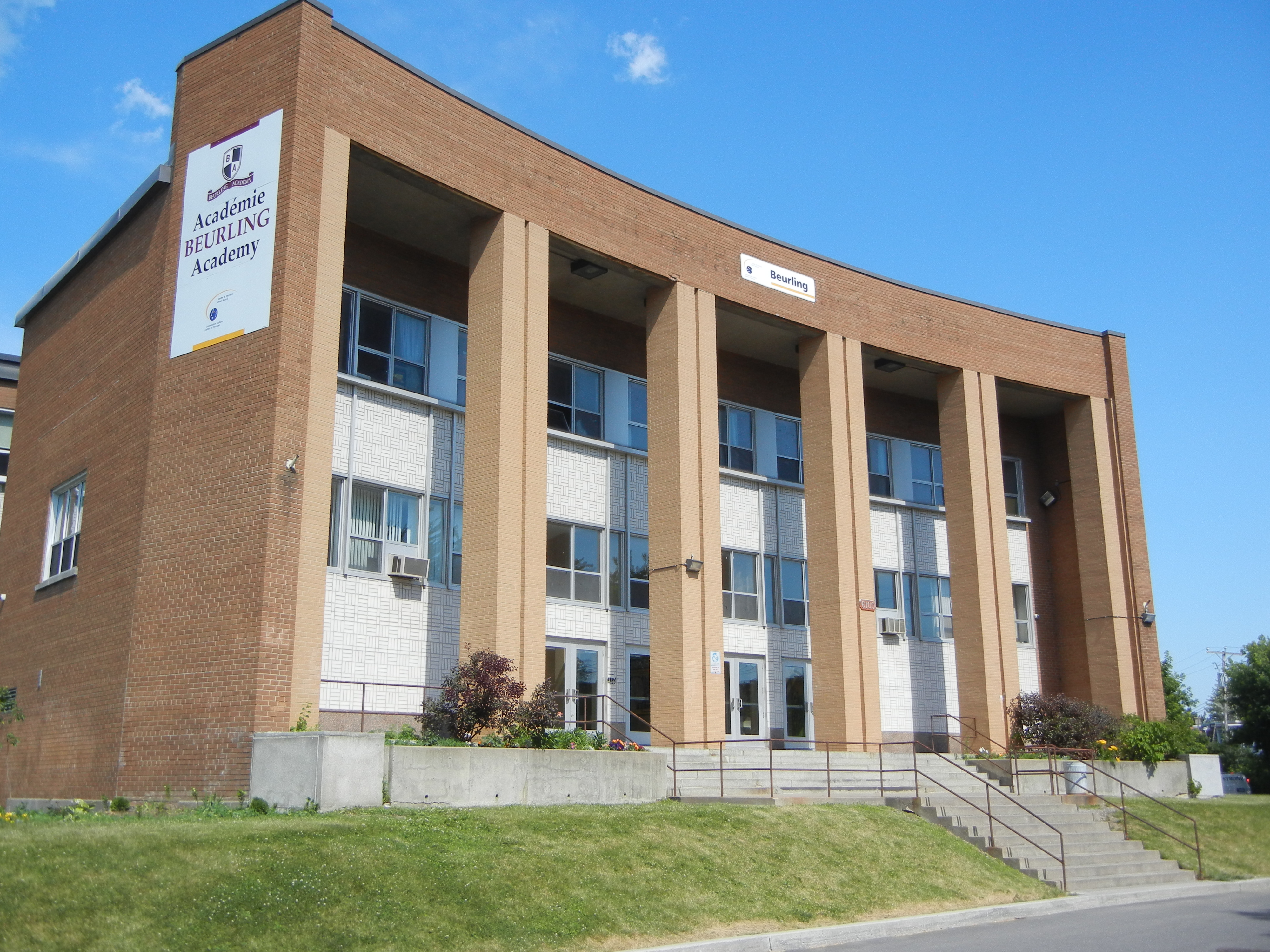
Beurling Academy, une école secondaire de Verdun.

- Angrignon Elementary
- Angrignon Secondary
- Beurling Academy (High School)
- Verdun Elementary

#### LaSalle
- Allion Elementary
- Bourbonniere School
- Children's World Elementary
- LaSalle Community Comprehensive High School
- Orchard Elementary
- P.A.C.C - Adult Education Centre
- P.A.C.C - Vocational Training Centre
- St. Lawrence Academy Junior Elementary
- St. Lawrence Academy Senior Elementary

#### Pierrefonds-Roxboro

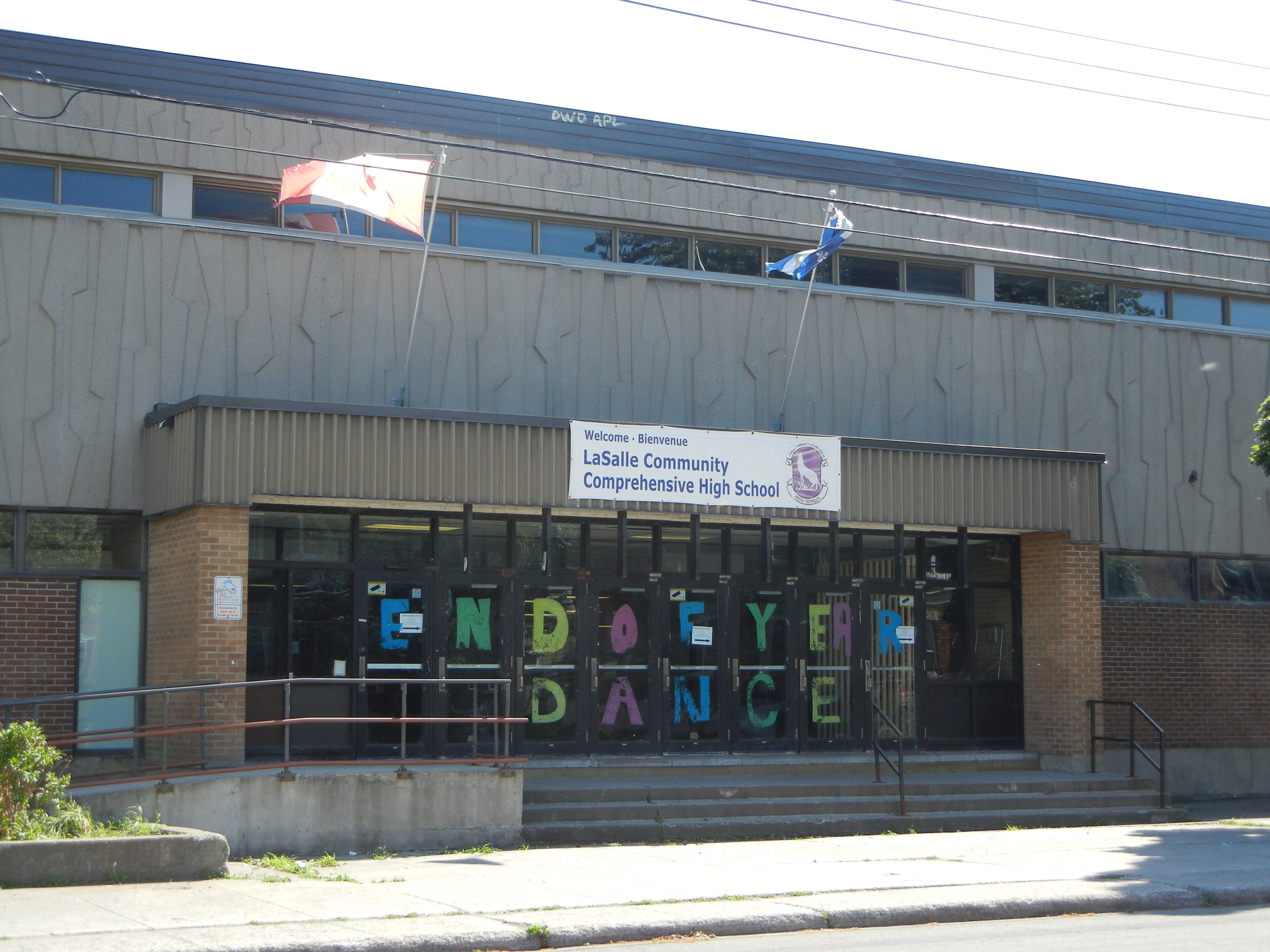
LaSalle Community Comprehensive High School, une école secondaire de LaSalle.

- LaSalle Community Comprehensive High School, une école secondaire de LaSalle.Beechwood Elementary
- Greendale Elementary
- Pierrefonds Comprehensive H.S.
- Purcell Academy (Elem.)
- Riverdale High School
- St. Anthony Elementary
- St. Charles Elementary
- Terry Fox Elementary
- Thorndale Elementary
- W.I.C.C. - Vocational Centre

### Vaudreuil-Soulanges(Montérégie)
Voici la liste des écoles de la commission scolaire situées en Montérégie :

#### Pincourt
- Edgewater Elementary
- St. Patrick Elementary

#### Saint-Lazare
- Evergreen Elementary
- Forest Hill Jr. Elementary
- Forest Hill Sr. Elementary
- Westwood High School - Junior Campus

#### Hudson
- Mount Pleasant Elementary

#### Saint-Télesphore
- Soulanges Elementary
- Westwood High School - Senior Campus

#### Vaudreuil-Dorion
- Pierre Elliott Trudeau Elementary